# Pan African SC
Pan African Football Sport Club w skrócie Pan African SC – tanzański klub piłkarski grający w drugiej, a niegdyś w tanzańskiej pierwszej lidze, mający siedzibę w mieście Dar es Salaam.

## Sukcesy
- I liga[1]:
  - mistrzostwo (2): 1982, 1988.

- Puchar Tanzanii[2]:
  - zwycięstwo (3):  1978, 1979, 1981.

## Występy w afrykańskich pucharach
| Sezon | Rozgrywki                 | Runda   | Kraj       | Klub                     | Dom | Wyjazd | Dwumecz      |
| ----- | ------------------------- | ------- | ---------- | ------------------------ | --- | ------ | ------------ |
| 1979  | Puchar Zdobywców Pucharów | 1       | Etiopia    | Omedla                   | 1–0 | 0–1    | 1–1 (k. 5–4) |
| 1979  | Puchar Zdobywców Pucharów | 2       | Zair       | AS Vita Club             | 2–1 | 0–1    | 2–2          |
| 1980  | Puchar Zdobywców Pucharów | 1       | Madagaskar | AS Sotema                | 4–3 | 1–1    | 5–4          |
| 1980  | Puchar Zdobywców Pucharów | 2       | Nigeria    | Shooting Stars FC        | 0–1 | 1–2    | 1–3          |
| 1982  | Puchar Zdobywców Pucharów | 1       | Rwanda     | Mukura Victory Sports FC | 4–0 | 4–0    | 8–0          |
| 1982  | Puchar Zdobywców Pucharów | 1       | Zambia     | Power Dynamos FC         | 1–0 | 0–1    | 1–1 (k. 3–5) |
| 1983  | Puchar Mistrzów           | 1       | Somalia    | Wagad FC                 | 0–0 | 2–1    | 2–1          |
| 1983  | Puchar Mistrzów           | 2       | Zambia     | Nkana FC                 | 0–0 | 0–0    | 0–0 (k. 2–4) |
| 1989  | Puchar Mistrzów           | wstępna | Eswatini   | Mbabane Highlanders FC   | –   | 0–2    | 0–2          |

## Stadion
Domowe mecze klub rozgrywa na stadionie o nazwie Benjamin Mkapa National Stadium w Dar es Salaam. Stadion może pomieścić 60000 widzów.

## Reprezentanci kraju grający w klubie od 1990 roku
Stan na czerwiec 2023.
| - Akida Makunda - Bakari Malima - Stamili Mbonde - Mohamed Mkweche | - Juma Pondamali - Shabani Ramadhani - Ally Yusuf |